# Posizione di Trendelenburg inversa
La posizione di Trendelenburg inversa, anche definita anti-Trendelenburg, è una posizione di decubito, opposta alla posizione di Trendelenburg, che prevede l'inclinazione a 25-30° del letto in modo tale che la testa e il torace risultino su un piano superiore rispetto a quello dei piedi, a paziente supino.
In determinati casi può agevolare le condizioni del paziente o ridurre le complicanze legate a determinate patologie. Ha benefici sul cranio per la contro*estensione delle lesioni della colonna vertebrale; favorisce il drenaggio chirurgico delle raccolte pleuriche e delle fistole. 
Viene utilizzata nei pazienti in sala operatoria a seconda delle necessità.